# Alpi del Monginevro
Le Alpi del Monginevro (dette anche Alpi Cozie centrali) sono una sottosezione delle Alpi Cozie. Costituiscono la parte centrale delle Alpi Cozie dal colle della Croce fino al colle del Monginevro. Prendono il nome dal colle del Monginevro, colle che le individua principalmente. Sono collocate in Italia (provincia di Torino in Piemonte) ed in Francia (Alte Alpi). 

## Delimitazione
Confinano:
- a nord-est con le Alpi di Lanzo e dell'Alta Moriana (nelle Alpi Graie) e separata dalla Dora Riparia;
- ad est con la pianura padana;
- a sud con le Alpi del Monviso (nella stessa sezione alpina) e separate dal colle della Croce;
- ad ovest con il Massiccio dell'Embrunais ed il Massiccio des Écrins (nelle Alpi del Delfinato) e separate dal fiume Durance;
- a nord-ovest con le Alpi del Moncenisio (nella stessa sezione alpina) e separate dal colle del Monginevro.

Ruotando in senso orario i limiti geografici sono: Colle del Monginevro, Val di Susa, Pianura padana, Val Pellice, Colle della Croce, Valle del Guil, valle della Durance, Colle del Monginevro.

## Suddivisione

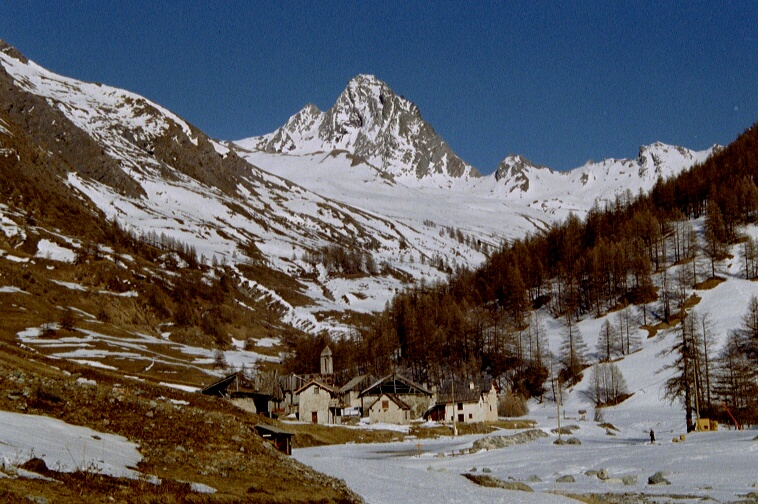
Gruppo Bucie-Cornour

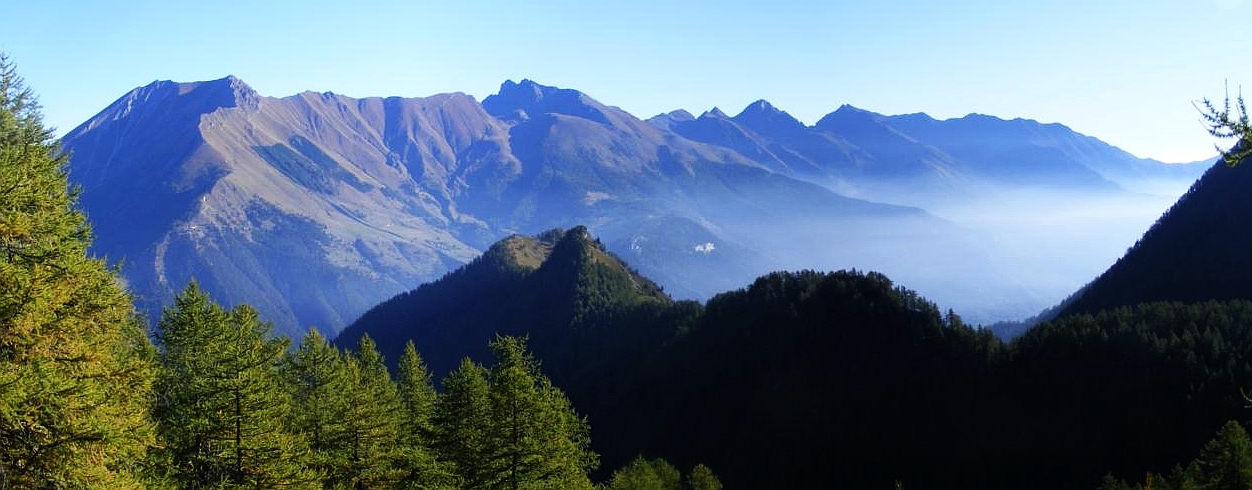
Gruppo dell'Orsiera

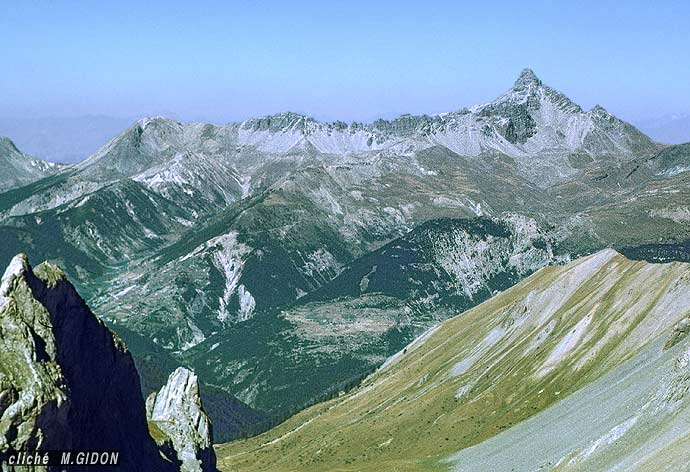
Il Pic de Rochebrune, vetta principale del massiccio.

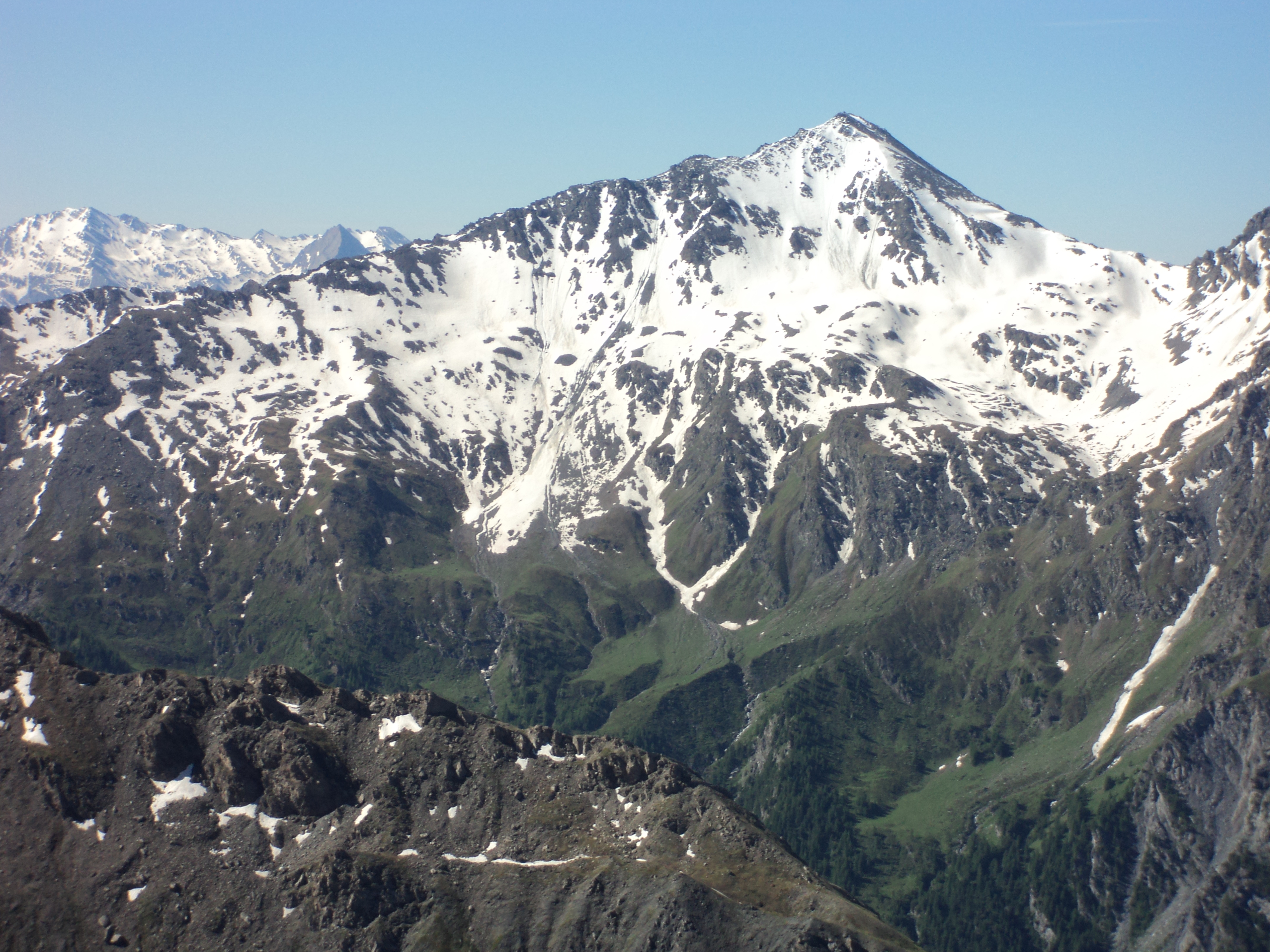
Punta Ramiere

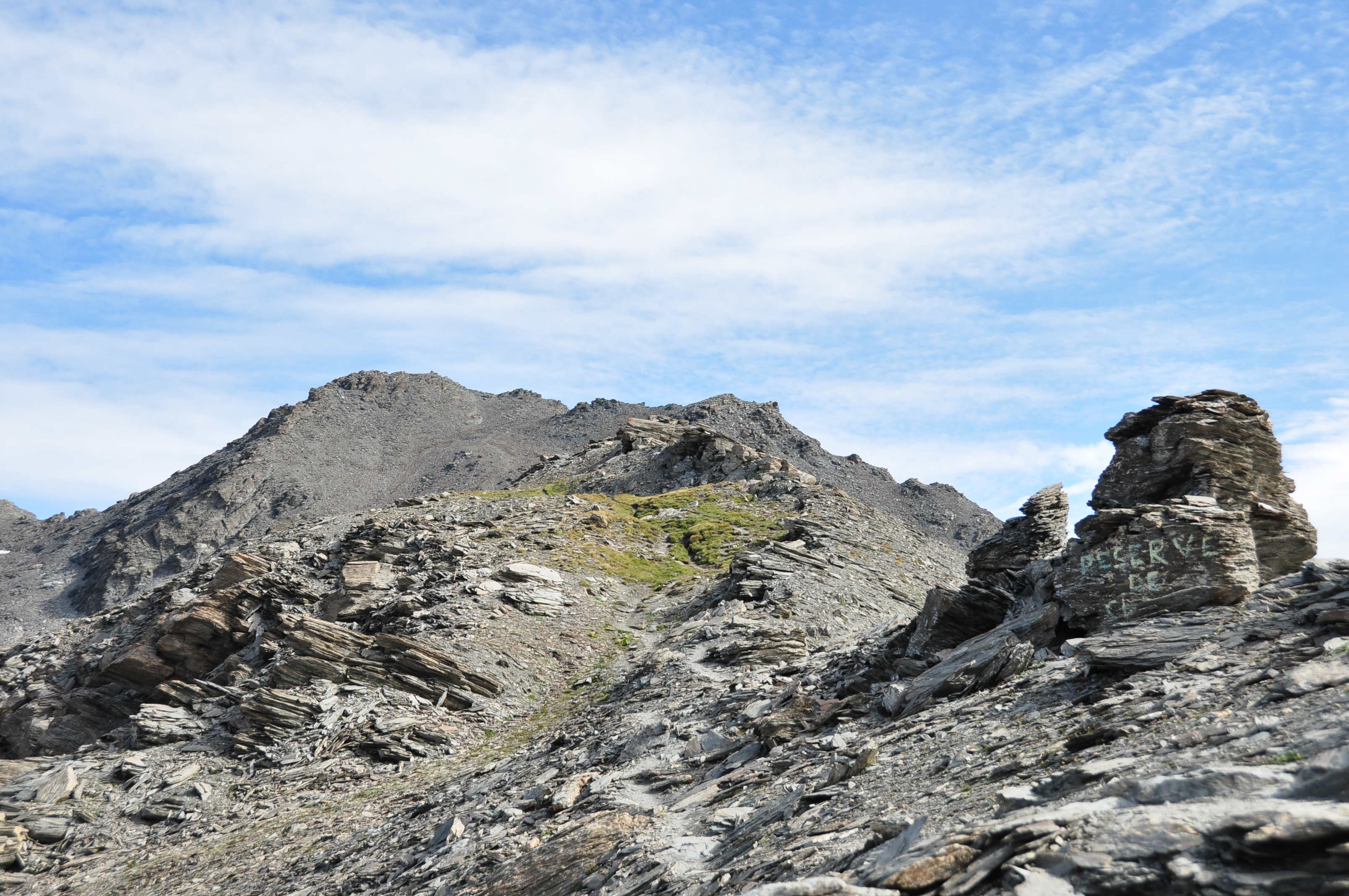
Punta Merciantaira

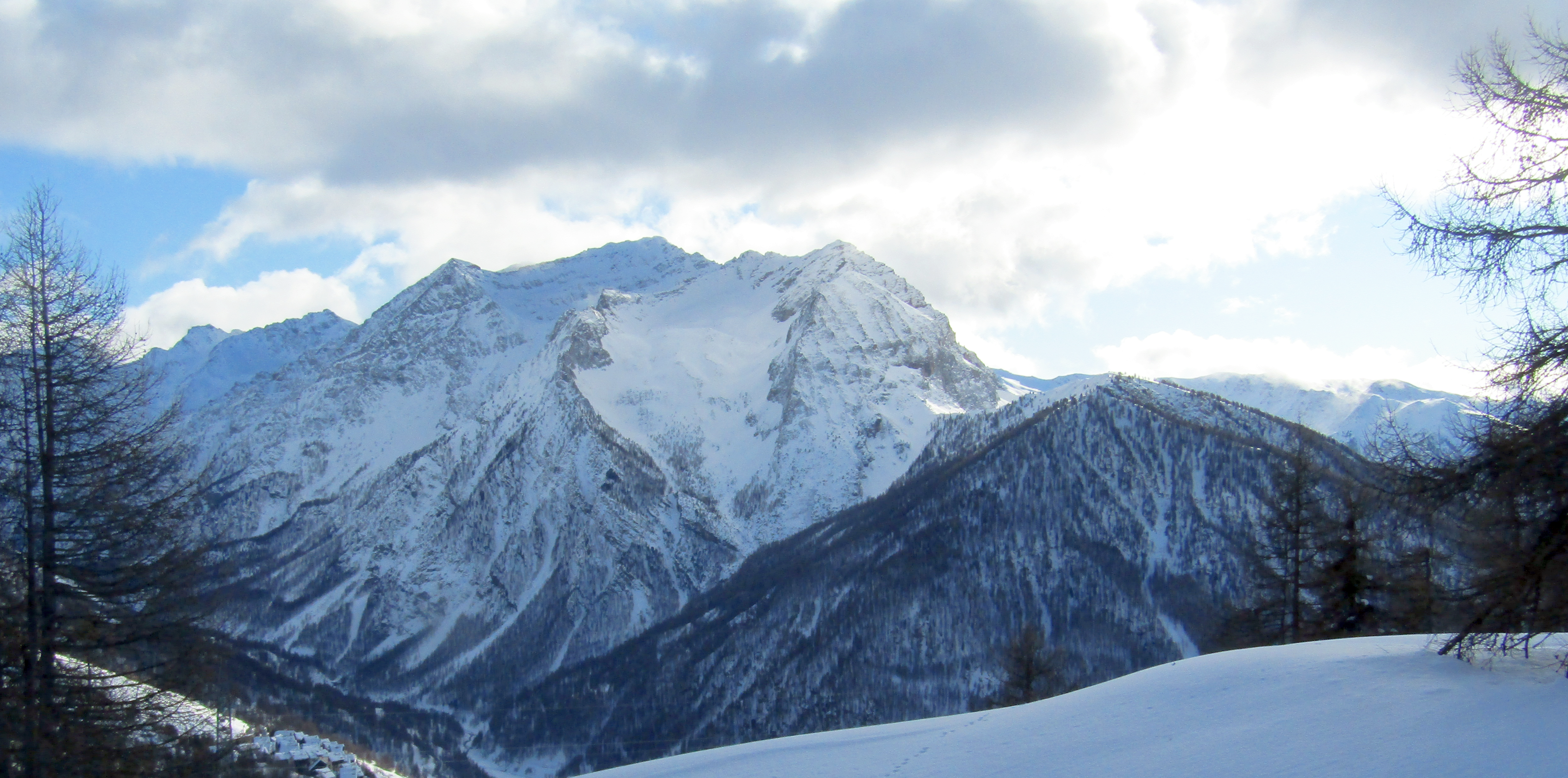
Roc del Boucher

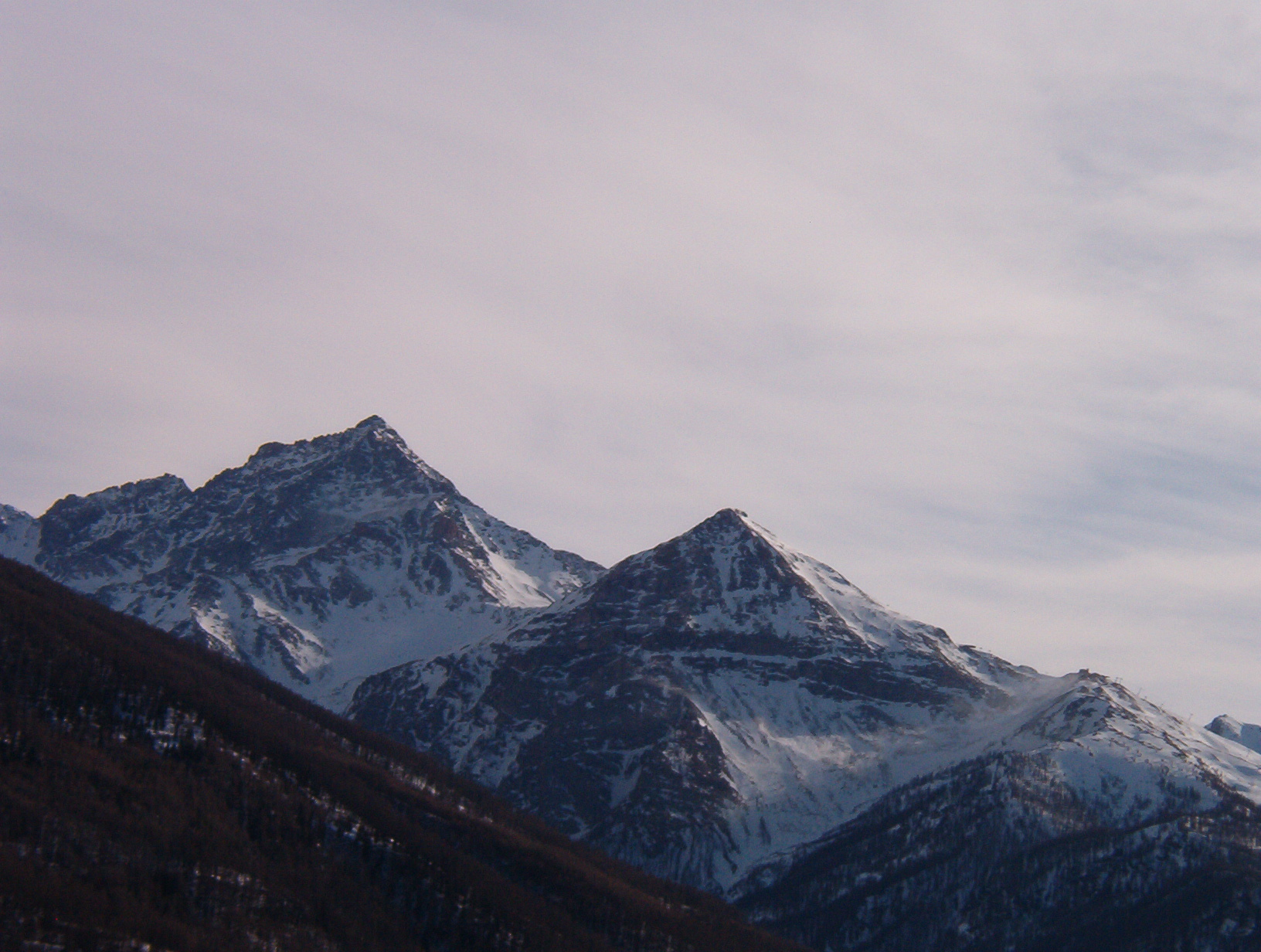
Punta Rognosa di Sestriere

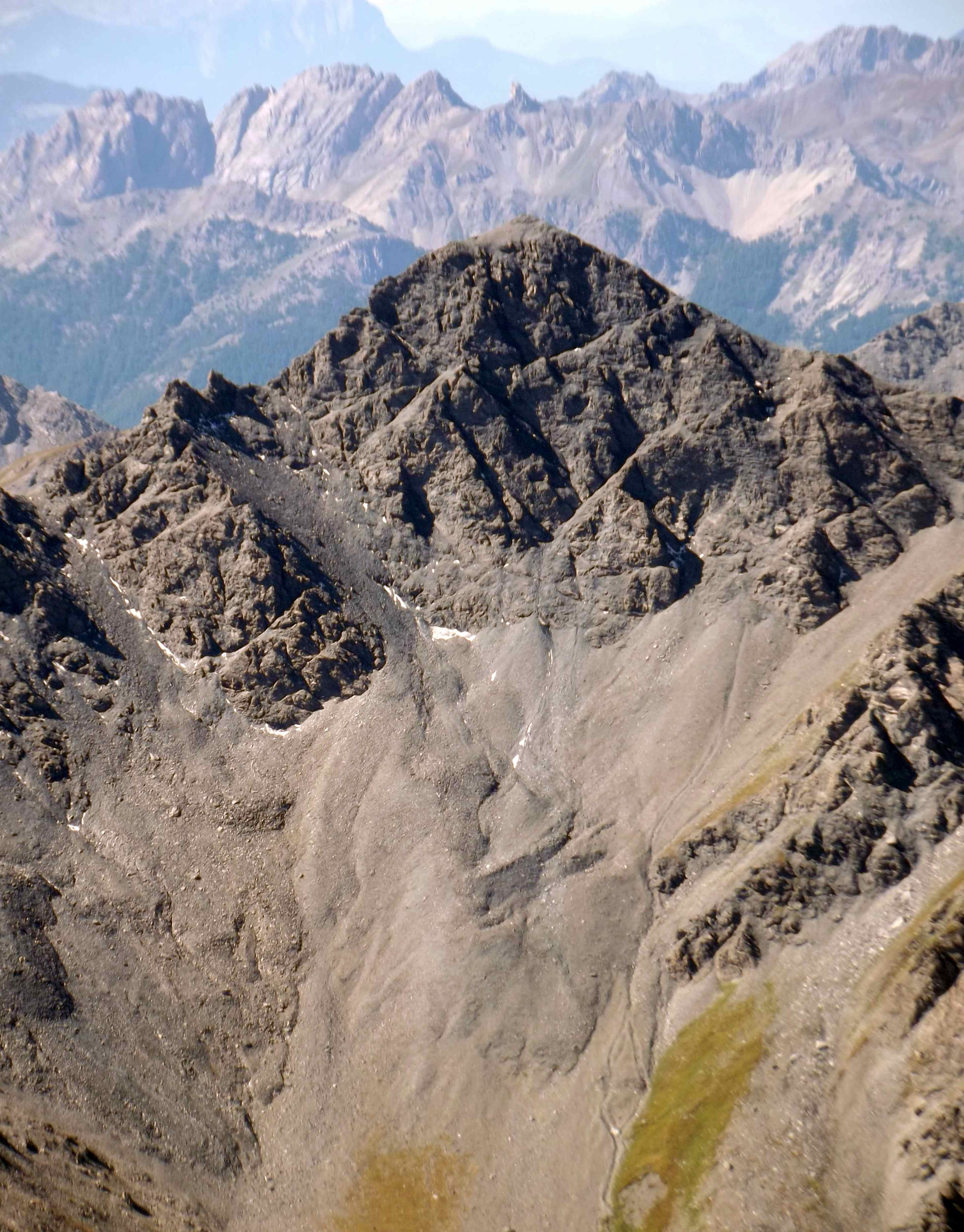
Pic de Petit Rochebrune

Secondo la SOIUSA le Alpi del Monginevro sono una sottosezione alpina con la seguente classificazione:
- Grande parte = Alpi Occidentali
- Grande settore = Alpi Sud-occidentali
- Sezione = Alpi Cozie
- Sottosezione = Alpi del Monginevro
- Codice = I/A-4.II

Secondo la SOIUSA le Alpi del Monginevro sono a loro volta suddivise in due supergruppi, sei gruppi e 12 sottogruppi:
- Catena Bucie-Grand Queyron-Orsiera (A)
  - Gruppo Bucie-Cornour (A.1)
    - Sottogruppo del Bric Bucie (A.1.a)
    - Costiera Cornour-Cialancia (A.1.b)

  - Gruppo Queyron-Albergian-Sestrière (A.2)
    - Sottogruppo Grand Queyron-Vergia-Rognosa (A.2.a)
    - Sottogruppo Ghinivert-Albergian (A.2.b)

  - Gruppo dell'Orsiera (A.3)
    - Costiera Fraiteve-Assietta-Ciantiplagna (A.3.a)
    - Costiera Orsiera-Rocciavrè (A.3.b)
- Catena Bric Froid-Rochebrune-Beal Traversier (B)
  - Gruppo Ramière-Merciantaira (B.4)
    - Sottogruppo della Ramière (B.4.a)
    - Sottogruppo del Merciantaira (B.4.b)

  - Gruppo del Rochebrune (B.5)
    - Cresta del Petit Rochebrune (B.5.a)
    - Cresta del Pic de Rochebrune (B.5.b)

  - Gruppo del Beal Traversier (B.6)
    - Cresta Peygu-Beaudouis-Haut Mauriare (B.6.a)
    - Cresta del Beal Traversier (B.6.b).

Il primo supergruppo: Catena Bucie-Grand Queyron-Orsiera comprende la parte orientale delle Alpi del Monginevro ed è collocato principalmente in Italia; il secondo supergruppo: Catena Bric Froid-Rochebrune-Beal Traversier comprende la parte occidentale ed è collocato particolarmente in Francia. La linea di demarcazione tra i due supergruppi è formata dal torrente Ripa e dal Col Mayt.

## Vette
Le vette principali delle Alpi del Monginevro sono:
- Pic de Rochebrune - 3.324 m
- Punta Ramiere - 3.303 m
- Punta Ciatagnera - 3.294 m
- Punta Merciantaira - 3.293 m
- Roc del Boucher - 3.285 m
- Punta Rognosa di Sestriere - 3.280 m
- Pic de Petit Rochebrune - 3.078 m
- Gran Queyron - 3.060 m
- Monte Albergian - 3.043 m
- Bric Ghinivert - 3.037 m
- Monte Barifreddo - 3.028 m
- Monte Politri - 3.026 m
- Bric Bucie - 2.998 m
- Punta Vergia - 2.990 m
- Fea Nera - 2.946 m
- Monte Palavas - 2.929 m
- Pic du Béal Traversier - 2.910 m
- Pic du Malrif - 2.906 m
- Monte Orsiera - 2.890 m
- Punta Cornour - 2.867 m
- Punta Cialancia - 2.855 m
- Cima Ciantiplagna - 2.849 m
- Pic de Beaudouis - 2.833 m
- Monte Banchetta - 2.823 m
- Punta Cristalliera - 2.801 m
- Le Grand Peygu - 2.796 m
- Monte Rocciavrè - 2.778 m
- Punta Gardetta - 2.737 m
- Monte Français Pelouxe - 2.736 m
- Monte Fraiteve - 2.701 m
- Monte Robinet - 2.679 m
- Monte Sises - 2.658 m
- Monte Chenaillet - 2.650 m
- Testa dell'Assietta - 2.566 m
- Monte Genevris - 2.536 m
- Punta Lausarot - 2.481 m
- Monte Corbioun - 2.430 m
- Cima del Bosco - 2.377 m
- Grand Truc - 2.366 m
- Punta Vergia - 2.327 m
- Punta dell'Aquila - 2.119 m
- Monte Cugno dell'Alpet - 2.072 m
- Monte Freidour - 1.445 m
- Monte Pirchiriano - 936 m

## Rifugi

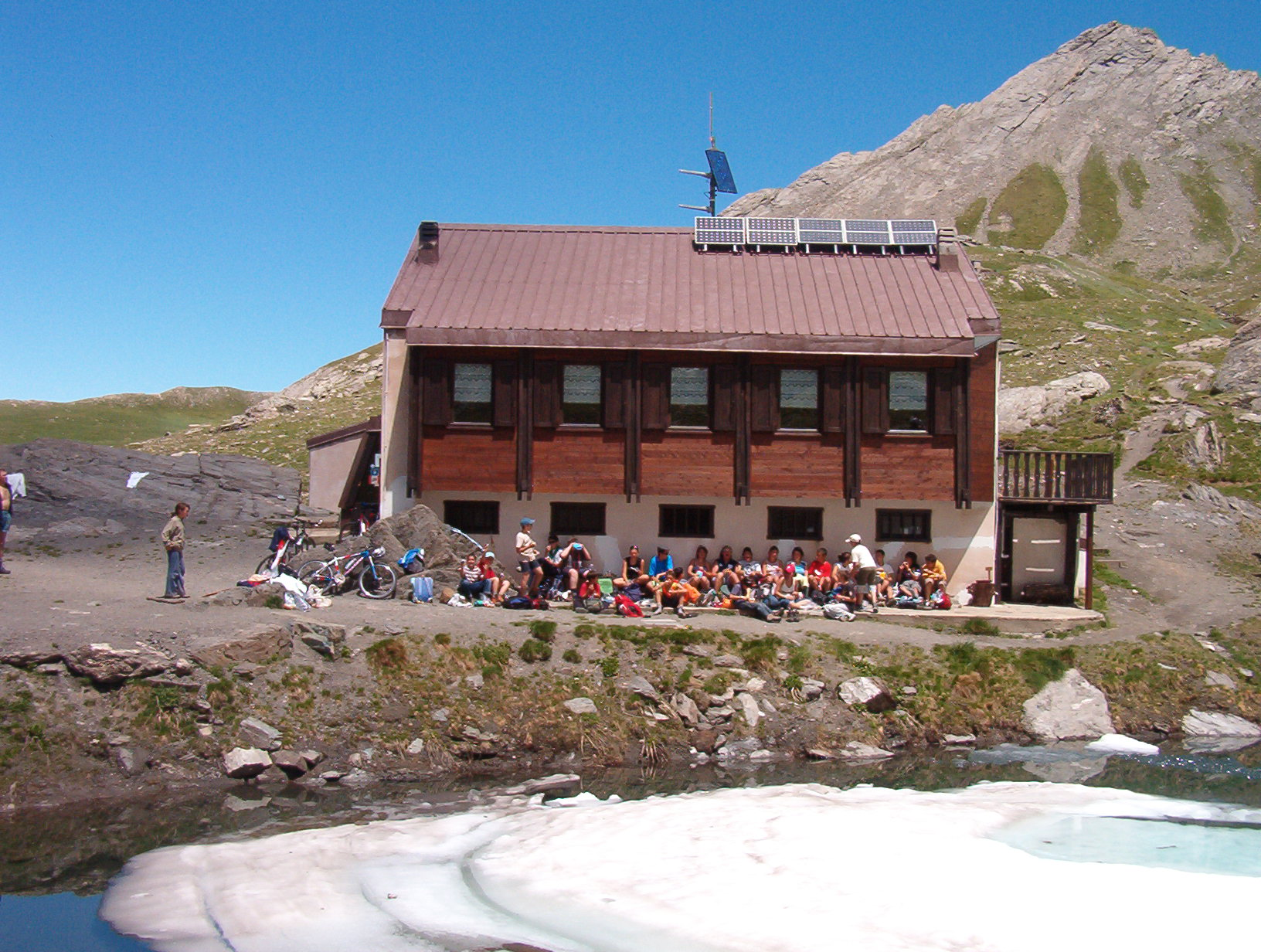
Il Rifugio Lago Verde.

Per facilitare l'escursionismo e la salita alle vette nelle Alpi del Monginevro sono presenti diversi rifugi:
- Rifugio Lago Verde - 2.583 m
- Refuge Napoléon - 2.280 m
- Rifugio Mautino - 2.110 m
- Rifugio Alpe Plane - 2.095 m
- Rifugio Fonts des Cervières - 2.050 m
- Rifugio Selleries - 2.030 m
- Rifugio Balma - 1.986 m
- Rifugio Troncea - 1.915 m
- Rifugio Ciao Pais - 1.890 m
- Rifugio Arnaud - 1.770 m
- Rifugio Toesca - 1.710 m
- Rifugio Amprimo - 1.385 m
- Rifugio Valgravio - 1.340 m
- Rifugio Melano - 1.060 m